# Naturschutzgebiet Brachfläche im Sorpetal

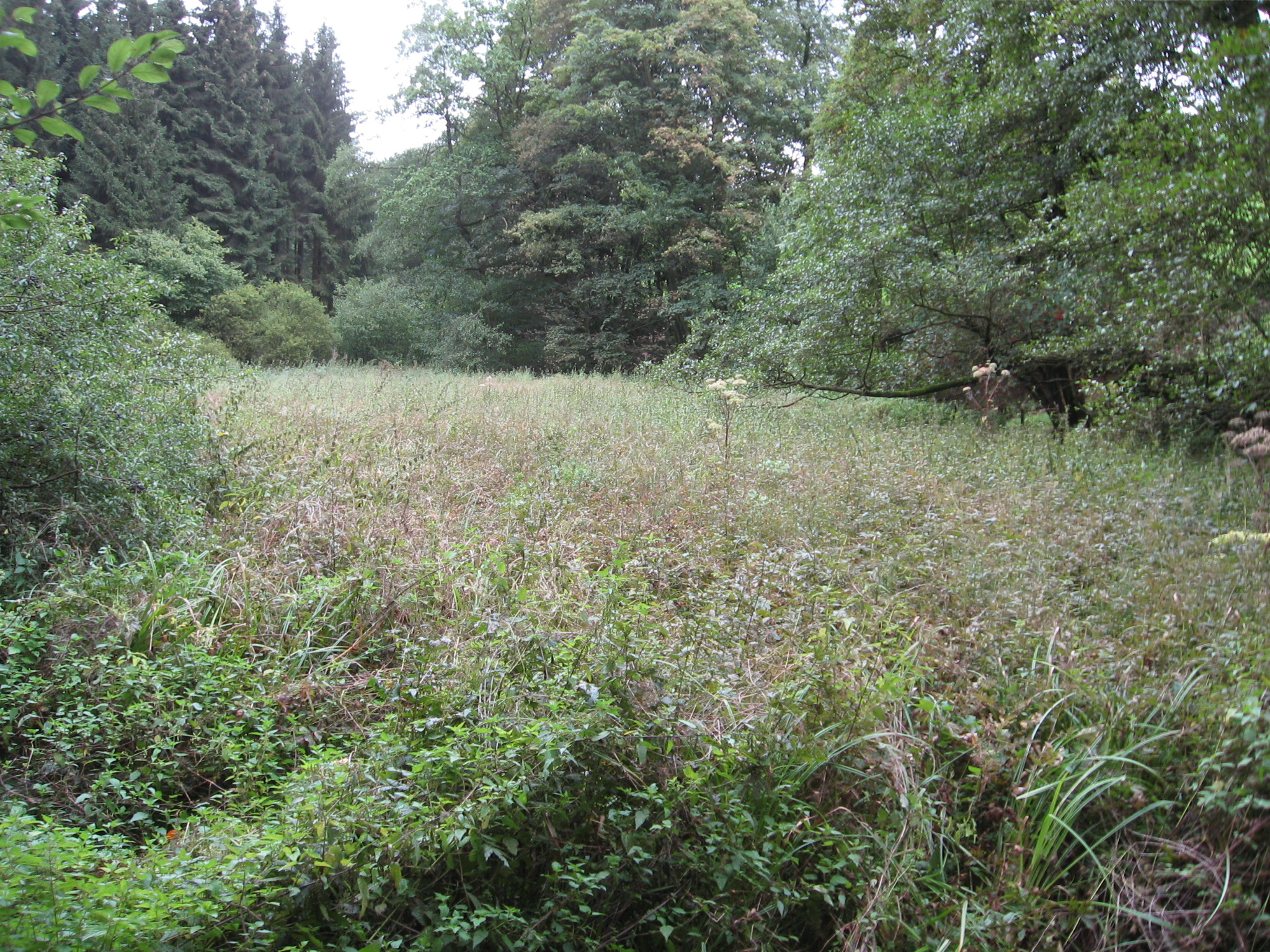
Naturschutzgebiet Brachfläche im Sorpetal 2014

Das Naturschutzgebiet Brachfläche im Sorpetal mit einer Größe von 0,3 ha lag nordwestlich von Wildewiese im Stadtgebiet von Sundern (Sauerland). Das Gebiet wurde 1993 mit dem Landschaftsplan Sundern durch den Hochsauerlandkreis als Naturschutzgebiet (NSG) ausgewiesen. Bei der Neuaufstellung des Landschaftsplans Sundern 2019 entfiel der NSG-Status und das Gebiet wurde dem Landschaftsschutzgebiet Oberes Sorpetal zwischen Hagen und Wildewiese zugeschlagen.

## Gebietsbeschreibung
Das sehr kleinflächige NSG mit seiner feuchten Brachfläche liegt im Talgrund des oberen Sorpetales. Im Nordosten wird es von einem dichten Gebüsch sowie einem Forstweg begrenzt, im Südwesten von einem naturnahen Sorpe-Abschnitt mit Ufergehölz mit Erlen. Der ehemalige Feuchtgrünland-Standort hat sich ohne entsprechende Pflegemaßnahmen zu einer eher artenarmen, feuchten Hochstaudenflur mit Mädesüß- und Brennnessel-Dominanz, z. T. mit Adlerfarn-Herden entwickelt. Zum Zeitpunkt der Ausweisung wurde die Fläche als Sumpfblumen-Wiese im Übergang zur Mädesüßflur angesprochen. Es wurden vor der Ausweisung Pflanzenarten wie Echtes Mädesüß, Flatter-Binse, Flutender Schwaden, Gemeine Pestwurz, Gemeine Waldsimse, Gemeines Brunnenmoos, Gewöhnliche Wald-Engelwurz, Gewöhnlicher Hohlzahn, Ohr-Weide, Rasen-Schmiele, Sal-Weide, Schwarz-Erle, Schwarzer Holunder, Sumpf-Vergissmeinnicht, Wasser-Minze und Wasserdost kartiert. Zur Erhaltung bzw. Verbesserung wurde das Gebot „Die Fläche ist in 3-jährlichem Turnus zu mähen; das Mähgut ist abzufahren“ im Landschaftsplan festgeschrieben.

## Schutzzweck
Wie bei allen Naturschutzgebieten in Deutschland wurde in der Schutzausweisung darauf hingewiesen, dass das Gebiet „wegen der Seltenheit, besonderen Eigenart und Schönheit des Gebietes“ zum Naturschutzgebiet wurde. Speziell wurde für das NSG aufgeführt: „Durch eine extensive Bewirtschaftung der Fläche sollen schutzwürdige Grünlandgesellschaften wiederhergestellt und erhalten werden.“

## Verlust des NSG-Status
1993 war die Wiese eine verbrachte Sumpfdotterblumen-Wiese im Übergang zur Mädesüßflur. Da weder die Untere Naturschutzbehörde noch der ehrenamtliche Naturschutz sich um eine Wiederaufnahme der Nutzung kümmerten, was in den 1990er Jahren sicher noch möglich gewesen wäre, verwandelte sich die Wiese in eine Brennnesselflur mit Büschen und verlor den Wert als NSG.